# Quantum (James Bond)
Quantum es una organización terrorista ficticia, que aparece en las películas de James Bond Casino Royale (2006) y Quantum de Solace (2008), si bien su nombre no se revela hasta esta última. En la película Spectre, Quantum se revela como un brazo subsidiario de la organización SPECTRE. Los objetivos y la filosofía de esta organización son desconocidos, pues sus miembros prefieren quedarse en la sombra, dejando que otros lleven a cabo ataques terroristas siguiendo sus órdenes. La existencia de esta organización no es de público conocimiento, en contraste con la mayoría de los grupos terroristas cuya existencia y objetivos son ampliamente publicitados.

## Concepto y creación
Quantum aparece en la novela Casino Royale. Su nombre deriva del Quantum de Solace, cuento publicado en el tomo Sólo para tus ojos.

## Apariciones
En la película Casino Royale aparece Quantum en los antecedentes de la trama, pero no se cita su nombre, sino que sólo se representa a través de su mediador, el Señor White. El principal villano de la película es Le Chiffre, un banquero privado de terroristas internacionales con conexiones con la organización. 
Al comienzo de la película, el Sr. White presenta a Le Chiffre a Steven Obanno, un temido líder en el Ejército de Resistencia del Señor, que le confía su dinero. Le Chiffre entonces pierde el dinero mientras invertía en bolsa; el Sr. White se entera de esto y afirma la filosofía de Quantum de que «el dinero no es tan valioso para nuestra organización como la confianza».
Sin embargo, los acontecimientos de la película alertan a la CIA y al Servicio Secreto de Inteligencia británico (MI6) sobre la existencia de Quantum. Uno de los topos de la organización dentro del gobierno británico, Vesper Lynd, se enamora de Bond y le da información sobre el Sr. White antes de suicidarse. Al final de la película, Bond dispara a White en el pie y le captura.
En Quantum of Solace Bond debe hacer el seguimiento de la misteriosa organización basándose en la información extraída de Sr. White. Esta vez su objetivo es la caza de Dominic Greene, uno de los líderes de la organización. Greene planea restaurar en el poder de Bolivia a un exiliado dictador, el general Medrano, a cambio de una parcela aparentemente estéril de tierra que permita a Quantum acceder a un valioso recurso natural que mantienen en secreto.
En la película Spectre, Quantum se revela como un brazo subsidiario de la organización SPECTRE. El personaje del Señor White vuelve a aparecer como exmiembro de Quantum y objetivo por tanto de los sicarios de SPECTRE. Bond encuentra al Señor White antes de que lo haga el sicario de SPECTRE y éste se suicida ante Bond haciéndole prometer que cuidará de su hija Madeleine Swann.

## Miembros y personajes conocidos
Lista de los esbirros de Quantum en Casino Royale y Quantum of Solace
1. Le Chiffre
2. Mr. White
3. Dominic Greene

- Datos: Q2553899